# 杨明新杀人案
杨明新杀人案，是指1998年6月23日在中国陕西汉中城固发生的一起特大杀人案，39岁的农民杨明新用斧头砍死9人，砍伤3人。 
案发前的4月底，郭宝宁从郭宝伦家偷来十只鹅，想让杨明新帮忙到马场镇卖掉，被杨明新拒绝。几天后，郭宝伦从郭宝宁手里把鹅要回。郭宝宁怀疑杨明新把他出卖给了郭宝伦。之后的几个月，村民说经常能听到郭宝宁在深夜大骂杨明新。6月20日，郭宝宁更是威胁要杀杨明新全家。23日，杨明新向刘姓铁匠赊了两把斧头。之后，杨明新陆续砍死砍伤郭家12人，受害者年龄小到4个月，大到71岁。但杨明新未找到郭宝宁父子。后来，杨明新喝下农药上吊自杀，但被及时救下送往医院。7月1日，杨明新在医院抢救8天后被关进城固县看守所。12月22日或23日，汉中市中级法院召开公开宣判大会，杨明新被判处死刑并执行枪决。
本案12名受害者分别为：郭义德的妻子、儿子（10岁）和母亲（71岁），郭义德弟弟郭武德及其大女儿，郭宝宁的母亲，郭宝宁弟弟郭宝华及其女儿（4个月）和妻子高玲玲，郭清林的妻子、儿子和兄弟郭清全。其中仅郭武德、高玲玲和郭义德的儿子幸存。

## 拓展阅读
- 杨满儒. 勿以事小而不为——汉中市 “6· 23”,“6· 29” 杀人剖析[J]. 中国刑事警察, 1999 (001): 55-56.